# Goatlord
Goatlord er et album af det norske black metal-band Darkthrone, som blev udgivet i 1996.
Sangene på Goatlord er fra et instrumentalt demobånd indspillet 1990-1991 mellem bandets første og andet album (Soulside Journey og A Blaze in the Northern Sky). Disse sange blev droppet, da bandet valgte at skifte musikstil fra dødsmetal til black metal. 
Vokalen blev senere indspillet i 1994 af Fenriz, og Satyr fra Satyricon lagde de indledende skrig på "Rex" og "Sadomasochistic Rites."

## Spor
1. "Rex" – 03:48
2. "Pure Demoniac Blessing" – 02:35
3. "(The) Grimness of Which Sheperds Mourn" – 04:23
4. "Sadomasochistic Rites" – 04:04
5. "As Desertshadows" – 04:42"
6. "In His Lovely Kingdom" – 03:24
7. "Black Daimon" – 03:50
8. "Toward(s) the Thornfields" – 03:37
9. "(Birth of Evil) Virgin Sin" – 03:25
10. "Green Cave Float" – 04:02